# Diegi
Diegi sau Diegis este unul dintre cei doi chiliarhi (generali) ai lui Decebal, care au fost atestați de Dio Cassius în lucrarea sa „Historia Romana”. În cartea LXVII (67), capitolul 7 al acestei lucrări este descrisă campania împăratul Domițian în Dacia. Domițian este înfrânt de Marcomani și astfel, ca să nu lupte pe două fronturi, încheie pace cu Decebal. Regele dac îl trimite la negocieri pe unul dintre generalii săi, Diegi (Diegis în text).
În continuare traducerea textului în română :
„Domițian, fiind înfrânt de Marcomani, a fugit, și cu grabă a trimis mesaje lui Decebalus, regele Dacilor, convingându-l să încheie un armistițiu, deși chiar el refuzase să acorde unul ca răspuns la numeroasele cereri ale lui Dacebalus. Și așa Decebalus a acceptat oferta lui, pentru că suferise greutăți îngrozitoare. Totuși el nu a vrut să aibă o întălnire cu Domițian față în față, dar în loc îl trimite pe Diegis cu oamenii, ca să îi dea armele și câțiva prizonieri, el pretinzând că sunt singurii pe care îi are. Când aceasta a fost făcută, Domițian a pus o diademă pe capul lui Diegis, ca și când el ar fi cucerit cu adevărat și ar fi putut da Dacilor ca rege pe oricine ar fi vrut.”
Numele chiliarhului, sub forma „Diegio”, apare și în textele de pe plăcile de plumb descoperite la Sinaia la începutul secolului al-XX-lea, cunoscute ca Tăblițele de la Sinaia.